# Богда (комуна)
Богда (рум. Bogda) — комуна у повіті Тіміш в Румунії. До складу комуни входять такі села (дані про населення за 2002 рік):
- Алтрінджен (27 осіб)
- Богда (78 осіб)
- Бузад (205 осіб)
- Комят (33 особи)
- Сінтар (16 осіб)
- Шарлоттенбург (111 осіб)

Комуна розташована на відстані 393 км на північний захід від Бухареста, 35 км на північний схід від Тімішоари.

## Населення
За даними перепису населення 2002 року у комуні проживали 470 осіб.
Національний склад населення комуни:
| Національність | Кількість осіб | Відсоток |
| -------------- | -------------- | -------- |
| румуни         | 434            | 92,3%    |
| українці       | 12             | 2,6%     |
| німці          | 11             | 2,3%     |
| угорці         | 8              | 1,7%     |
| цигани         | 3              | 0,6%     |
| серби          | 2              | 0,4%     |

Рідною мовою назвали:
| Мова       | Кількість осіб | Відсоток |
| ---------- | -------------- | -------- |
| румунська  | 445            | 94,7%    |
| німецька   | 10             | 2,1%     |
| угорська   | 7              | 1,5%     |
| українська | 7              | 1,5%     |
| сербська   | 1              | 0,2%     |

Склад населення комуни за віросповіданням:
| Релігія       | Кількість осіб | Відсоток |
| ------------- | -------------- | -------- |
| православні   | 436            | 92,8%    |
| римо-католики | 16             | 3,4%     |
| п'ятдесятники | 9              | 1,9%     |
| адвентисти    | 3              | 0,6%     |
| баптисти      | 2              | 0,4%     |